# Золотоглазый восточный бюльбюль
Золотоглазый восточный бюльбюль (лат. Iole palawanensis) — вид певчих воробьиных птиц из семейства бюльбюлевых.

## Распространение
Эндемики Филиппин. Естественной средой обитания являются субтропические и тропические влажные равнинные леса.

## Описание
Длина тела 18 см. Окрас оливково-коричневый, перья ланцетные, образующие небольшой гребень.

### Вокализация
Плохо изучена, представляет собой набор грубых простых сигналов, включая «чирруп», «чирруп-чи» и «чип».

## Биология
Рацион неизвестен, предположительно, фрукты и насекомые. Встречаются поодиночке, парами и небольшими стайками.

## Охранный статус
МСОП присвоил виду охранный статус LC.